# علیا نوراشن
علیا نوراشن (به لاتین: Ulya Norashen) یک منطقهٔ مسکونی در جمهوری آذربایجان است که در شهرستان شرور واقع شده‌است.